# 블라디미르 이스토민
블라디미르 이바노비치 이스토민(1810년 2월 9일 - 1855년 3월 7일은 러시아 제국의 군인이다.